# Конверсо

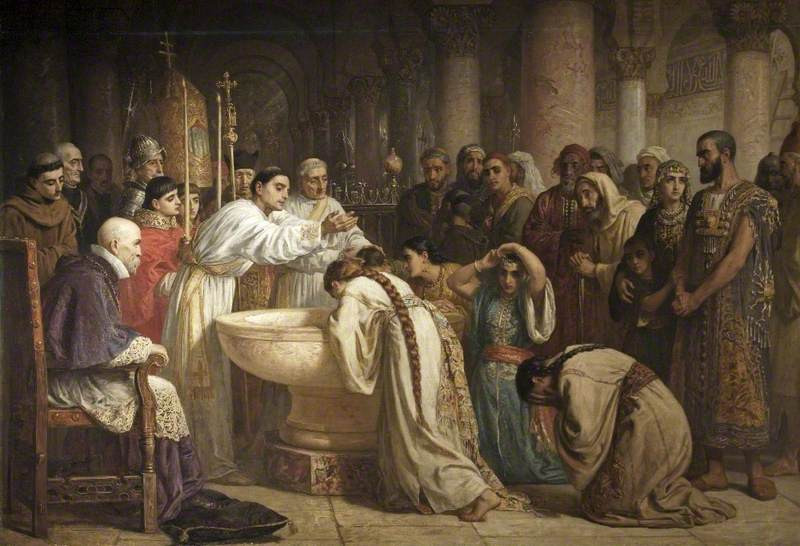
Эдвин Лонг, «Мавританские новообращённые архиепископом Хименесом» (1873)

Конверсо (от исп. converso МФА (исп.): komˈberso,  (порт.):kõˈvɛɾsu, кат. convers kumˈbɛrs, komˈvɛɾs «обращённый» ← лат. conversvs «переделанный, повёрнутый»; женская форма conversa) — термин, обозначающий обращённых (преимущественно в XIV и XV веках) в католицизм иудеев и мусульман в Испании и Португалии. Может также относиться к их потомкам. Массовые обращения происходили в результате давления со стороны государства. Если Гранадский договор, заключённый в 1491 году и завершивший Гранадскую войну, декларировал соблюдение религиозных прав, то изданный в следующем году Альгамбрский эдикт положил начало изгнанию евреев из Испании. Конверсо были представлены во всех слоях общества королевств Пиренейского полуострова, среди них были даже епископы и королевские любовницы. Несмотря на это, в периоды социальной напряжённости, в особенности после эпидемий и землетрясений, они подвергались погромам. Их делами занималась испанская и португальская инквизиции.
Новые христиане мавританского происхождения также известны как мориски, к которым относят криптомусульман, то есть тайных приверженцев ислама. Новые христиане еврейского происхождения обозначаются термином марраны, к которым также относят криптоиудеев.
Конверсо были подозрительны обеим сторонам и подвергались преследованиям как со стороны своих бывших, так и новых единоверцев. Христиане и иудеи называли их «отступниками» (tornadizo), несмотря на то, что эдикты Хайме I, Альфонсо X и Хуана I запрещали использовать этот эпитет. Издавались и другие законы, обеспечивающие защиту их жизни и собственности. При этом законами запрещалось пытаться их обратить обратно в прежнюю веру, совместное проживание и приём пищи с евреями во избежание обратной смены веры. Конверсо не были однородны по своим правам. Так, Альфонсо VII запретил «недавно обращённым» вести дела в Толедо. Среди христианских светских и духовных лидеров у них были как сторонники, так и противники. Количество обращённых в христианство евреев значительно возросло после погрома 1391 года и последовавших за ним преследований. Поскольку законодательные ограничения не распространялись на конверсо, их значение в городских советах Кастилии возросло.
Значительные усилия по защите конверсос (в противовес популярной в то время концепции «чистоты крови») предпринял в XV веке епископ Лопе де Баррентос, доказывавший тезис о том, что большинство населения Испании имеет в числе своих предков евреев, значительное количество которых было обращено в христианство ещё при вестготах. Опубликованное в декабре 2008 года генетическое исследование, результаты которого подвергаются сомнению, подтверждает, что ДНК 19,8% современных испанцев и португальцев имеют сефардское происхождение, а 10,6% — мавританское.